# 教會羅馬字
教會羅馬字，是鸦片战争以后西方国家来华传教士制订和推行的各种罗马字母（拉丁字母）拼音方案，教会罗马字最早产生于馬六甲，于1832年由麥都思所制订之漳州話漳浦音羅馬字。在这之后，陆续出现了福州话、宁波话、潮州话、海南话、辰州话、莆田话、客家话、上海话、台州话、建瓯话、温州话、官话（北京话）等方言罗马字。

## 歷史背景

### 肇始與發展
1860年，清政府與西方列強簽訂「天津條約」，正式准許外國傳教士去中國傳教。但事實上在此之前，天主教和基督教的傳教士，就已經在閩南和台灣傳教。

#### 閩南語白話字
白話字最初在廈門正式推行是在1850年，但它的濫觴可以追溯到1815年馬禮遜在馬六甲開辦的英華學院所擬定的漢語羅馬字方案，白話字的最初方案可能就是發源于英華學院的。後來外國傳教士來廈門傳教，就是使用這方案學習廈門話。1844年-1848年，約翰·盧還在廈門編了一本《羅馬化會話字典》（按即《厦門詞彙》），顯然也是爲了幫助傳教士學習廈門話。由此可見，這種白話字起初是爲了外國人學習厦門話而設計的。
後來，傳教士們爲了讓信徒們自己閱讀《聖經》，就把原來爲外國傳士學習廈門話而設計的白話字用來翻譯《聖經》。第一個用白話字翻譯《聖經》的是養雅各，他用羅馬字拼寫《聖經》的一部分，即《創世記》中約瑟的歷史記載。而第一個拿這種白話字對教徒進行教學的是打馬字（John Van Nest Talmage，1819年-1892年），1850年他和養雅各、 羅啻一起在廈門的一個教會學校教學羅馬字，使用的書就是養雅各翻譯的《聖經》。

#### 閩東語平話字
随着第一次鴉片戰爭的结束，福州作爲最早一批開放的通商口岸成爲了歐美傳教士紛至沓來之所。但在當時的福州，百姓既不會漢字，也不會官話，爲了在這裡高效地傳教，研究並掌握本地的語言便成了這些傳教士的當務之急。平話字就是在這樣的背景下誕生的。
文獻可考的最初設計者是耶魯大學的毕业生、美以美会来到东亚的第一批传教士之一的怀德牧师，他在1847年9月7日到达福州（参见：福州天安堂，另见）。他引入了一套被稱之爲“William Jones音標”的記音系統來記錄福州話的讀音。這套記音系統全部採用拉丁字母，特殊的元音音素通過在拉丁元音字母上方添加特殊符號表示，例如，用à表示[ɛ]、ë表示[ø]、ö表示[ɔ]、ü表示[y]，等等。這套記音系統已經具備了羅馬文字的雛形。但由於特殊記號都被標記在字母的上方，所以這種記音方案無法標示字的聲調。後繼的傳教士和學者——美国美以美会传教士麦利和、美国公理会传教士摩嘉立（在福州生活了半個世紀）、E. H. Parker（英國外交官）等諸人又不斷地簡化、規範並豐富瓊斯音標。爲了使這套方案能真正充當文字使用，聖公會傳教士愛爾蘭人史犖伯做了一項重要的調整：將所有的特殊符號統一成兩點並置換到元音字母下方，另根據福州話的調值為七個聲調分別設計了聲調符號，標記於每個字主元音字母的上方。這樣，平話字就完全脫離了瓊斯音標的胎盤，作爲一款正式的羅馬文字問世了。

#### 粵語標準羅馬字
1888年，基督教傳教士們設計出一套廣州話拉丁字母化系統。其前身是湛約翰（John Morrison Chalmers）羅馬字，歷經數度發展和改良，在19世紀末至20世紀初廣州和香港的羅馬字出版物上，就幾乎未再出現其他版本的羅馬字系統，儼然成為當時的羅馬字標準。「British and Foreign Bible Society」（一個傳播聖經的慈善機構）、「Pakhoi Mission Press」和「China Baptist Publication Society」等機構皆發行過多冊全羅馬字印刷文本，顯見在當時被視為一套具有完整系統的書寫文字。

## 教會羅馬字譯本

### 吴語

#### 蘇州話
- 新約聖經, 1881年

#### 上海話
- 新約聖經, 1870年

#### 寧波話
- 以賽亞書, 1870年
- 新約聖經, 1850年-1868年 (戴德生、弗雷德里克·高夫、Wang Laijun)

#### 杭州話
- 新約聖經 (一部分), 1877年.
- 約翰福音, 1879年.

#### 金華話
- 約翰福音, 1866年
- 馬可福音, 1898年

#### 溫州話
- 馬太福音，使徒行傳, 1890年

#### 台州話
- 新約聖經, 1905年

### 闽語

#### 閩北語

##### 建甌話
- 馬可福音, 1898年.
- 馬太福音, 1900年.

##### 建陽話
- 馬可福音, 1898年.

#### 閩東語

##### 福州話
- 約翰福音, 1886年
- 新約聖經, 1890年

#### 閩南語

##### 廈門話
- 舊約聖經, 1852年-1884年
- 新約聖經, 1853年-1873年

##### 汕頭話
- 路加福音, 1876年
- 創世紀, 1888年
- 約拿記, 1888年
- 雅各書, 1888年
- 馬太福音, 1889年
- 使徒行傳, 1889年
- 馬可福音, 1890年

##### 潮州話
- 新約聖經, 1915年.

#### 海南話
- 馬太福音, 1891年
- 約翰福音, 1893年

#### 莆仙語
- 約翰福音, 1892年.
- 馬可福音, 1893年
- 馬太福音, 1894年
- 使徒行傳, 1894年
- 路加福音, 1895年

#### 邵將語

##### 邵武話
- 雅各書, 1891年.

### 贛語

#### 建寧話
- 馬太福音, 1896年.
- 約翰福音, 1897年.

### 客家語
- 新約聖經, 1860年-1883年

### 粵語
- 路加福音, 1867年
- 馬可福音， 1890年

#### 連州話
- 馬太福音, 1904年
- 馬可福音, 1905年
- 路加福音, 1905年
- 約翰福音, 1905年

#### 羊城話
- 馬太福音, 1862年.
- 約翰福音, 1862年
- 路加福音, 1867年